# Villiers-le-Sec, Nièvre
Villiers-le-Sec este o comună în departamentul Nièvre din centrul Franței. În 2009 avea o populație de 49 de locuitori.

## Evoluția populației
| An        | 1975 | 1982 | 1990 | 1999 | 2006 | 2009 |
| --------- | ---- | ---- | ---- | ---- | ---- | ---- |
| Populație | 53   | 44   | 40   | 41   | 48   | 49   |